# Costume du Ku Klux Klan
Le costume du Ku Klux Klan est historiquement un des symboles les plus marquants du groupe Ku Klux Klan de par sa forme et ses attraits physiques. 
Cette tenue s'est en grande partie popularisée au cours de la renaissance du Ku Klux Klan de 1915 à 1944. Le costume est généralement composé d'une longue robe ou tunique blanche, recouvrant le corps jusqu'aux pieds et comportant le symbole du Klan cousu sur la poitrine, robe surmontée d'une capuche pointue semblable à un capirote et masquant l'intégralité du visage, à l'exception des yeux. Ce costume de base peut présenter des variations de couleur suivant les régions et le rang du membre du Klan qui le porte. Il est notamment utilisé lors de réunions, de cérémonie de parades et d'agressions, et il est principalement conçu pour conserver l'anonymat et pour conférer une apparence intimidante à la personne qui le porte.

## Historique

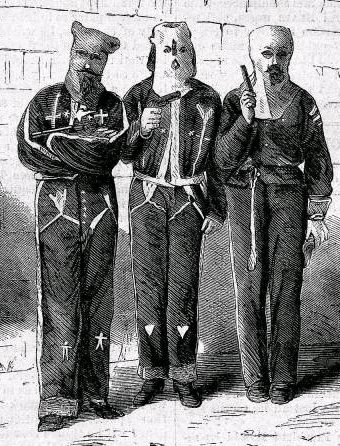
Illustration de trois membres du KKK capturés en 1871 dans le comté de Tishomingo (Mississippi).

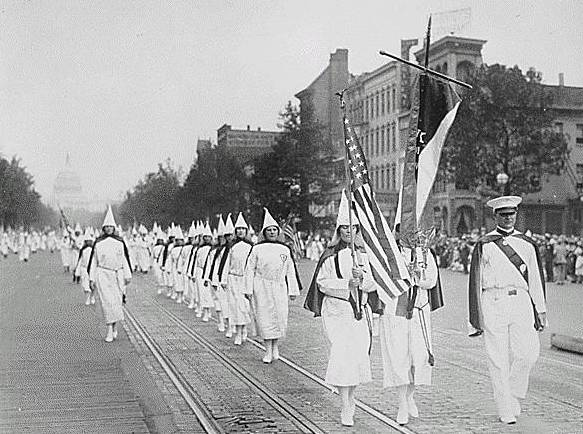
Un défilé du KKK en mars 1928 à Washington DC, montrant des variations de costume, ayant pour point commun la capuche pointue mais tous à visage découvert.

Les origines de l'uniforme des membres du Ku Klu Klan (Klansmen) sont mal connues.
Des costumes similaires sont employés depuis le XVe siècle dans des célébrations comme la Semaine sainte, en symbole de pénitence. En Espagne et dans les territoires lui ayant appartenu, le chapeau pointu alors porté est nommé capirote. Cependant, cette tradition ne serait pas liée à son adoption par le Ku Klux Klan[réf. nécessaire].
Il n'existe pas de costume officiel du KKK, aucune mention n'en étant faite dans le Prescript, ouvrage secrètement rédigé en 1867 par George Gordon dans le Tennessee et texte fondateur du premier Klan. Dans les années 1860 et 1870, les tuniques portées par les membres du KKK présentent diverses couleurs. Ainsi, des tenues blanches sont utilisées, surpiquées de rouge, tout comme des tenues noires surpiquées de blanc et de rouge, et des tenues entièrement rouges. Après la renaissance du Klan en 1915, un costume entièrement blanc est souvent employé à partir des années 1920. La couleur blanche est ainsi courante à la fin du siècle. La couleur blanche a peut-être été choisie pour sa facilité à confectionner ou comme symbole de pureté. Selon la tradition du Klan, la couleur blanche a été adoptée pour rappeler les fantômes des soldats confédérés. Il a également été suggéré que ce soit le film Naissance d'une nation qui soit à l'origine du costume adopté par le second KKK[réf. nécessaire]. Cependant, le film montre plusieurs types de costumes, comme par exemple des tenues comportant des capuches arrondies et surmontées d'une pointe, à la manière des casques médiévaux.

## Description

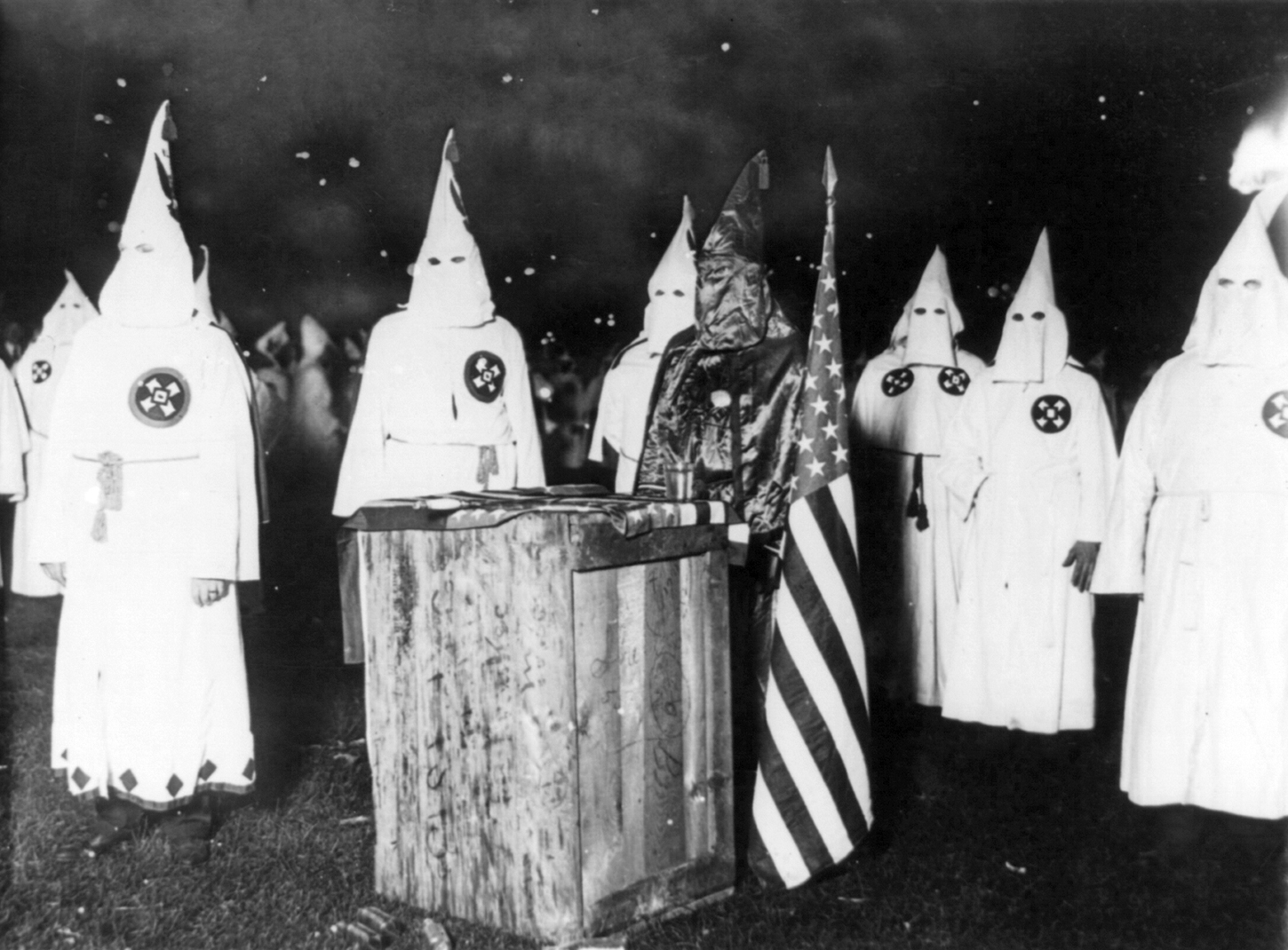
Rassemblement de Klansmen dans leurs costumes (vers 1920).

Selon l'article 14 de la Constitution and Laws of the Knight of Ku Klu Klan datant de 1915, la tenue officielle utilisée par les membres du KKK est désignée sous le terme de Klansman's robe (« robe du Klansman ») ou costume. Elle comporte une tunique blanche de coton léger, une cape également en coton, et une capuche. Une ceinture est nouée autour de la taille et l'insigne du Klan est présente au niveau de la poitrine gauche. La capuche est composée du même matériau que la tunique, avec de quoi la maintenir conique et rigide tout en lui permettant d'être pliante. Sa pointe peut être ornée d'un gland. Elle comporte deux trous pour les yeux. Dans tous les cas, la forme et la couleur du costume doivent être approuvée par un Empereur du Klan. La capuche conique est semblable au capirote, un couvre-chef utilisé par certains pénitents catholiques.
Certains groupes utilisent exclusivement des tenues blanches, tandis que d'autres emploient des couleurs différentes selon les rangs hiérarchiques des membres. Pour ceux qui utilisent des couleurs différentes, il s'agit le plus souvent[réf. nécessaire] : 
- Violet (ou parfois bleu) – Imperial Wizard
- Vert (ou parfois rouge) – Grand Dragon
- Rouge-violet – Great Titan
- Or – Exalted Cyclops
- Noir – Knighthawk (sécurité)
- Rouge – Kleagle

La robe noire des Knighthawks, chargés de la sécurité, est généralement plus courte afin de permettre une plus grande liberté de mouvement.

## Insignes

L'insigne mystique d'un Klansman, souvent porté sur la tunique au centre ou à gauche de la poitrine, parfois légèrement pivoté.

Le symbole du Klan représente souvent un cercle, contenant une croix carrée, contenant elle-même parfois une goutte de sang en son centre.
La M. I. O. A. K., « Mioak » ou « Miok » pour « Mystic Insignia Of A Klansman », littéralement « insigne mystique d'un Klansman », également appelée « Blood Drop Cross » (« croix de la goutte de sang ») est un insigne rond cousu sur la tunique d'un klansman au niveau de la poitrine. Il consiste en un cercle au contour noir, rempli de rouge, contenant une croix blanche qui elle-même contient un carré bordé de noir contenant une goutte de sang. La goutte de sang symbolise le fait que les membres du Klan sont prêts à verser leur sang pour préserver leur race.
L'insigne est parfois pivoté d'un huitième de tour afin que la croix forme un X à la manière d'une croix de saint André, les bordures de la croix associées au carré central formant également quatre lettres K. La goutte de sang centrale représente la goutte versée par Jésus-Christ lors de la Crucifixion tandis que le blanc représente la race aryenne, considérée par les membres du Klan comme la race supérieure ou le peuple élu[réf. nécessaire].

## Temps modernes
L'organisation actuelle a volé en éclats, mais un certain nombre d'organisations ayant succédé au KKK ont adopté un costume similaire. Parmi celles-ci, figurent les Imperial Klans of America, les Louisiana White Knights, les Loyal White Knights, les Traditionalist American Knights et les Knights of the White Camelia

## Fabrication
Le costume de klansman est soit acquis soit de confection maison et, dans ce cas, il est souvent réalisé par l'épouse du Klansman.